# 요코 가와시마 왓킨스
요코 가와시마 왓킨스(Yoko Kawashima Watkins, 1933년 ~ 2021년)는 일본 도호쿠 아오모리시 출생 작가이다.

## 생애
함경북도 청진시에서 태어났다는 주장도 있고, 일본 도호쿠 아오모리시에서 태어났다는 주장도 있다. 일부는 작가가 일본에서 1933년에 태어나 일본 제국 공무원이었던 아버지를 따라 만주국에서 지내다가 일본 제국이 제2차 세계대전에서 패망에 가까워지면서 함경북도 나남으로 이사하였다고 본다.
작가가 픽션으로 작성한 요코 이야기에서 보여지듯, 소련군이 남하하고, 일본 사람들이 입지가 불안해지자 함경북도 나남에서 서울, 그리고 부산으로 이동하여 일본으로 탈출한 뒤 교토 대학에서 졸업 이후 주일 미군 공군 기지에서 통역가로 활동하였으며, 1953년 주일미군 도날드 왓킨스와 결혼하여 미국으로 이민을 가게 된다. 이후 미국에서 생활하다가 1986년 요코 이야기를 집필하였다.

## 작가 활동
작가로서 요코 이야기, 내 형제, 내 여동생, 그리고 나, 그리고 대나무숲 마을의 이야기 등을 집필하였다.

### 요코 이야기
그녀가 쓴 《요코 이야기》는 일제강점기 함경북도에서 살던 일본 고위 관료의 딸 가와시마 요코가 일제가 패망한 뒤 서울과 부산을 거쳐 일본으로 가는 과정을 그려낸 그녀의 자전적 소설로, 해방 직후 한반도의 상황을 왜곡했다는 논란이 있었다. 특히 작가의 어린 시절에 대한 기억을 상상력을 덧붙여서 작성하였다는 점에서 더 그러하다.
이 책을 반대하는 일부에선 저자가 생활했다고 하는 함경북도 나남에선 대나무가 자랄 수 없으며, 1945년 한반도에는 미군의 공습이 없었고 또한 한글판 소설에 1948년 창설된 인민군이 등장한다는 점을 들어 책의 내용이 왜곡되었다고 주장했지만, 책에서 언급된 아버지가 고향 아오모리에서 구해왔다고 하는 노란색의 얇고 길쭉한 대나무
는 함경도에서도 자랄수 있는 조릿대로 여겨지며, 또한 7월 중순과 8월 초순 미 공군의 청진제철소 등 산업시설 공습, 8월 9일 함경북도 웅기·나진·청진에 대한 소련공군의 공습등 나남 근교지역에 대한 공습도 사실로 확인되고 있다.
또한 한글판 《요코 이야기》에서는 '인민군'이란 표현이 등장하지만 이의 원작에서의 표현은 'Korean Communist soldiers'로 저자의 해명에 따르면 저자는 이 표현을 민병대인지 혹은 인민군인지 특별한 의미를 두고 사용하진 않았다고 하며
, 실제 1948년 이전인 1945년에 이미 북한지역에는 공산계열의 치안대, 민족 진영의 자위대등 여러 무장조직이 존재하고 있었고 같은해 10월 12일에는 평양에 주둔하고 있던 소련군 25사령부의 지도로 군사조직인 보안대가 조직되었다고 한다.

### 요코 이야기의 미국 교과서 선정과 한인들의 반발
작가가 픽션에 기반하여 소설을 작성하였다는 점에서, 일제강점기를 겪고 있었던 조선과 한국 사람들에 대한 부정적인 묘사, 그리고 제2차 세계대전의 주요 전범국인 일본 제국이 원인을 직간접적으로 제공하였던 시대적 배경을 무시한 일본 사람들이 고통을 받았다는 피해의식은 비판의 여지를 피해갈 수 없는 것이다. 특히 가해자가 한국인이고 피해자가 일본인이라는 인과관계가 아예 뒤바뀐 묘사는 매우 치명적인 논리의 오류라고 볼 수 있다.
왜곡과 거짓을 진실로 만들려고 한 이러한 시도는 2000년대 후반 요코 이야기의 출판은 한국과 국외 한국인들에게 매우 큰 모욕으로 다가왔다. 요코 이야기가 미국 교과서로 선정되자, 미국에 거주하는 한인들은 이에 대한 반대 의사를 적극적으로 표명하였고, 반크도 이들과 연대하여 요코 이야기의 논리적 허구를 반박하였다.

## 같이 보기
- 요코 이야기